# Casalabate
Casalabate è una località della costa adriatica appartenente alla giurisdizione dei comuni di Squinzano e Trepuzzi, in provincia di Lecce. Fino al 15 maggio 2012 ha fatto parte del comune di Lecce.
È un piccolo borgo di pescatori e stabilimenti balneari. Dista circa 16 km da Lecce e 24 da Brindisi. Nel giugno 2012 la popolazione residente a Casalabate era di 406 abitanti, di cui 178 residenti nella parte nord (Comune di Squinzano) e 228 nella parte sud (Comune di Trepuzzi).

## Monumenti e luoghi d'interesse

### Litorale
La costa di Casalabate è divisa in due litorali. La parte nord della località comprende una zona di bassa scogliera che dal piazzale centrale della cosiddetta "Casa dell'Abate" (un tempo postazione della guardia di finanza) lambisce la Torre Specchiolla. Oltre la torre, inizia una spiaggia di sabbia finissima e dorata sormontata da alte dune che giungono fino alla località Canuta, al confine con la provincia di Brindisi. La parte a sud della Casa dell'Abate presenta una lunghissima spiaggia sabbiosa che si estende per più di 3 km confinando a nord con quella di Torre Rinalda. La zona è stata vittima di un forte abusivismo edilizio negli anni Sessanta e di importante erosione di buona parte della costa. Sono in corso progetti di recupero e di ripascimento del litorale da parte del comune di Trepuzzi.

### Specchia Caulone
Specchia Caulone è un monumento megalitico andato completamente distrutto. Pare che la specchia, composta da un numero imponente di pietre monumentali, sia stata rasa al suolo durante la Seconda Guerra Mondiale da un bombardamento alleato. Ne parlano il Galateo in De Situ Iapygiae, Girolamo Morciano in Descrizione Origini e Successi della Terra d'Otranto, Cesare Teofilato in Di Alcuni Megaliti Sallentini, Sigismondo Castromendiano in Sulle Specchie di Terra D'Otranto, L. De Giorgi in La Specchia Calone e Giuseppe Palumbo nel libro Il Salento Megalitico ci regala l'unica immagine disponibile della Specchia Caulone prima della completa demolizione ad opera dell'uomo per utilizzare i massi di pietra in altre costruzioni.

### Abbazia di Santa Maria a Cerrate
L'Abbazia di Santa Maria a Cerrate, fondata alla fine del XII secolo, si trova sulla strada provinciale Squinzano-Trepuzzi-Casalabate Sud ed è uno dei più significativi esempi dello stile Romanico in Puglia. L'Abbazia deve il proprio nome ad una leggenda secondo la quale al principe Tancredi di Altavilla, durante una battuta di caccia, sarebbe apparsa la Madonna tra le corna di un cervo. Il complesso custodiva un tempo il Museo delle Tradizioni Popolari ricco di attrezzi della tradizione contadina salentina. All'interno del museo sono conservati gli affreschi staccati dalle pareti della chiesa durante il restauro del 1965 curato dalla Provincia di Lecce. La facciata della chiesa presenta un rosone centrale decorato, due monofore per lato, un portale di ingresso duecentesco con un ricco rilievo raffigurante l'Annunciazione della Vergine, la Visita a santa Elisabetta, i Magi e la Fuga in Egitto. All'esterno un portico trecentesco con colonne poligonali con capitelli figurati. Di fronte al portico esterno un pozzo seicentesco lavorato con motivi barocchi. All'interno dell'abazia un importante frantoio ipogeo fungeva da volano per l'intera economia della zona. In una platea, conservata presso la biblioteca del Museo Provinciale di Lecce, datata 20 aprile 1692, eseguita dal tavolario Gennaro Pinto è scritto: "Abbadia di S. Maria a Cerrate sita nelle pertinenze della Terra di Trepuzzi". Nell'area circostante circa 16 Masserie Fortificate rappresentavano il feudo dell'Abbazia di Cerrate. Il complesso è attualmente gestito dal Fondo Ambiente Italiano.

### Torre Specchiolla

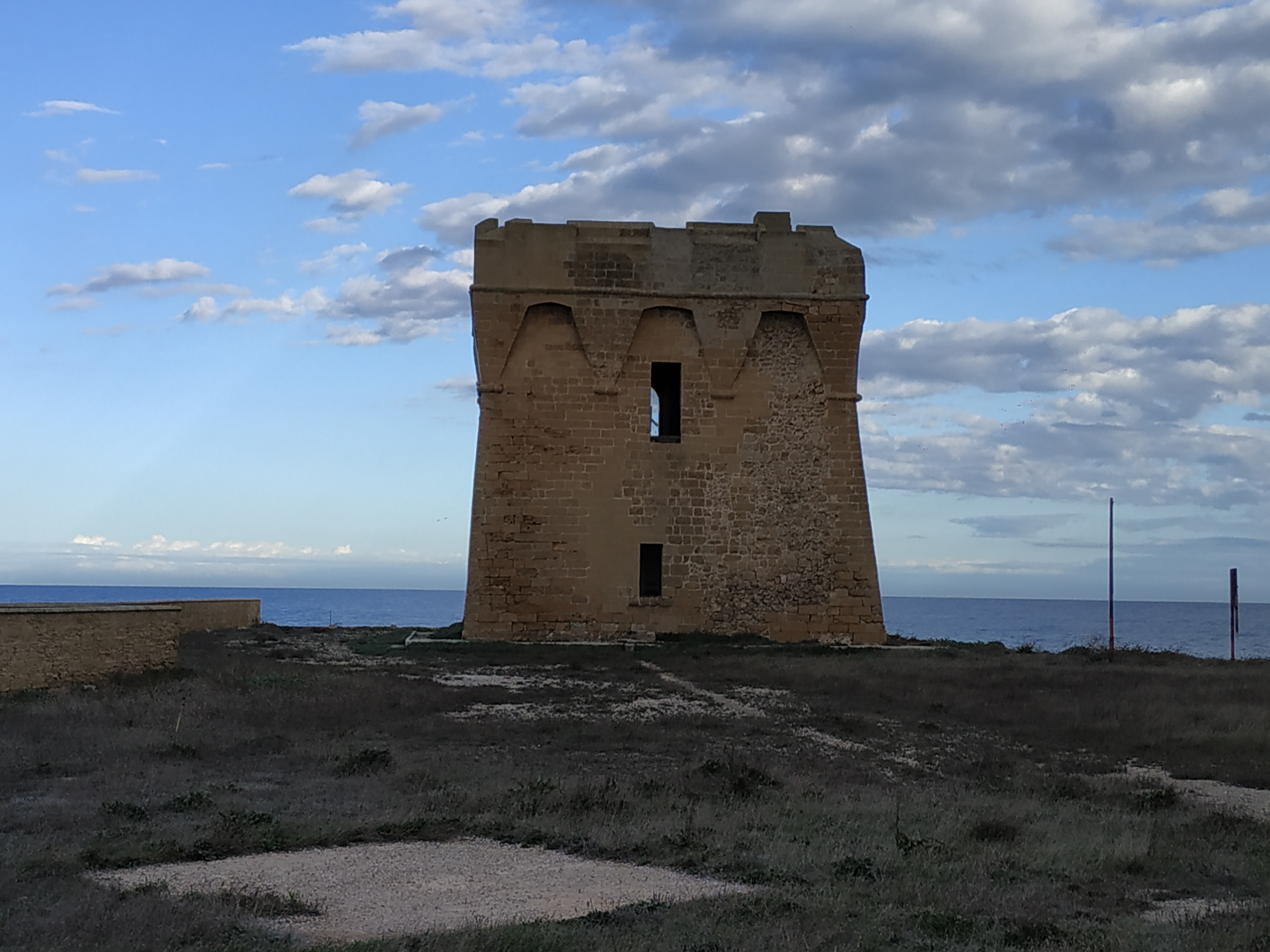
Torre Specchiolla

Torre Specchiolla è una torre di vedetta, eretta nel XVI secolo a difesa della penisola salentina contro gli attacchi dei Turchi provenienti dal mare. Possiede una struttura troncopiramidale a base quadrata con una leggera scarpatura. La torre è a due piani, divisi da un marcapiano, e presenta una serie di dodici caditoie.